# Krankenkraftwagen

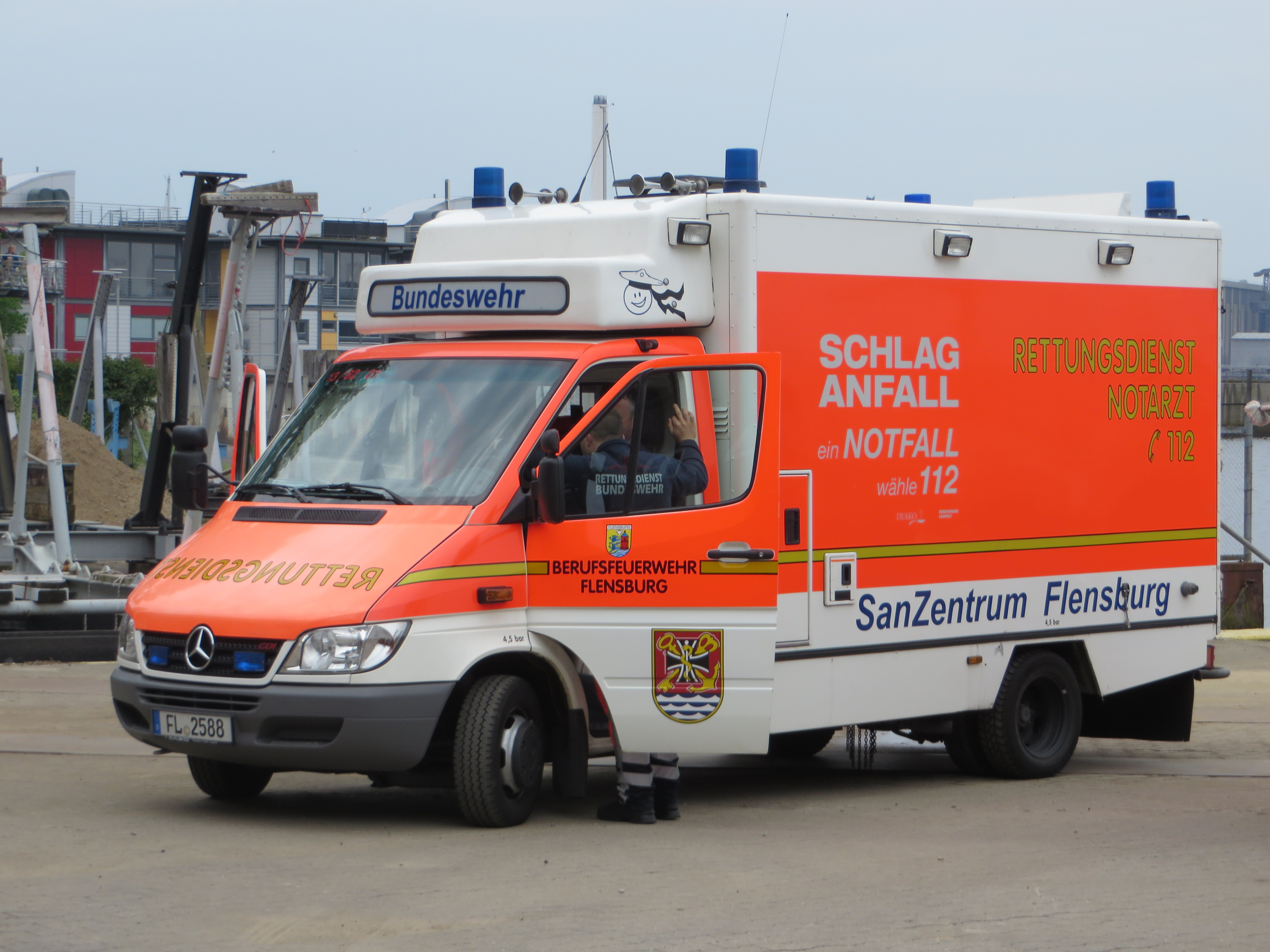
Rettungswagen der Flensburger Berufsfeuerwehr und der Marine beim SanZentrum Flensburg-Mürwik (Tag der Bundeswehr 2015)

Als Krankenkraftwagen (im allgemeinen Sprachgebrauch Krankenwagen oder besonders militärisch Sanitätskraftwagen, abgekürzt in Deutschland ebenso SanKra oder Sanka genannt, beim österreichischen Bundesheer SanKW) bezeichnet man spezielle zweispurige Kraftfahrzeuge des Rettungs- und Krankentransports. Sie sind eine Teilmenge der bodengebundenen Rettungsmittel.
Folgende Fahrzeuge sind nach EN 1789 genormte Krankenkraftwagen:
- Rettungswagen (RTW), mit den folgenden zwei Sondertypen 
  - Infekt-Rettungswagen (I-RTW)
  - Schwerlast-Rettungswagen (S-RTW)
- Notfallkrankentransportwagen (NKTW)
- Notarztwagen (NAW)
- Krankentransportwagen (KTW)
- Intensivtransportwagen (ITW)

Des Weiteren werden folgende Fahrzeuge auch als Krankenwagen bezeichnet:
- Behindertentransportkraftwagen (BTW)
- Baby-Notarztwagen
- Hilfskrankentransportwagen

Außerdem unterhält das Militär eigene Krankenkraftwagen- und Krankentransportverbände mit entsprechenden Fahrzeugen. Diese sind mehr oder weniger Spezialfälle verschiedener Krankentransportwagen.